# Fanny (Musical)
Fanny ist ein amerikanisches Musical in zwei Akten (18 Bildern) von Harold Rome. Das Libretto verfassten gemeinsam Samuel Nathaniel Behrman und Joshua Logan. Es basiert auf der Dramen-Trilogie „Marius, César et Fanny“ von Marcel Pagnol. Die Songtexte stammen vom Komponisten. Das Werk erlebte seine Uraufführung am 4. November 1954 am Majestic Theatre in New York City unter der Regie von Joshua Logan. Es kam auf 888 Vorstellungen. Die deutsche Bearbeitung stammt von Günther Schwenn und Michael Freytag. Die deutschsprachige Erstaufführung fand 1955 in München statt.

## Orchester
Drei Flöten, eine Oboe, vier Klarinetten, ein Fagott, zwei Hörner, drei Trompeten, zwei Posaunen, eine Harfe, eine Mandoline, Schlagwerk und Streicher

## Bühnenbilder
Erster Akt: Bild 1: Am Hafen, Häuser von César, Honorine und Panisse; Bild 2: Matrosenlokal; Bild 3: Césars Bar; Bild 4: Am Dock, abfahrendes Segelschiff; Bild 5: Césars Bar; Bild 6: Honorines Fischladen; Bild 7: Panisses Segelgeschäft; Bild 8: Hochzeitsfest; Bild 9: Am Hafen
Zweiter Akt: Bild 10: Kinderzimmer; Bild 11: Wohnzimmer; Bild 12: Kinderwagenbild; Bild 13: Fischladen; Bild 14: Stadtbild; Bild 15: Kinderzimmer; Bild 16: Geburtstagsfest; Bild 17: Garage; Bild 18: Schlafzimmer in Panisses Haus

## Handlung

### Erster Akt
César betreibt eine Bar im Hafen von Marseille. Der 19-jährige Marius, sein einziger Sohn, träumt schon seit seiner Kindheit davon, als Matrose auf einem Schiff anzuheuern und in ferne Länder zu reisen. Dass er bisher seinen Wunsch noch nicht in die Tat umgesetzt hat, liegt einzig an seiner Freundin, der Fischverkäuferin Fanny. Eines Tages aber hat Marius eine schicksalhafte Begegnung mit einem Mann, der von allen nur „Der Admiral“ genannt wird. Dieser erklärt ihm, wenn er wolle, könne er gleich morgen auf einem Forschungsschiff anheuern. Marius wird schwach und sagt zu. Alle Bitten seiner Freundin vermögen ihn nicht umzustimmen.
Etliche Wochen sind vergangen, ohne dass Fanny etwas von ihrem Geliebten gehört hat. Auch César hat immer noch keine Nachricht von seinem Sohn erhalten. Fanny ist traurig, weil sie von Marius ein Kind erwartet und befürchtet, dass es ohne Vater aufwachsen muss. Da erhält Fanny von ihrer Mutter Honorine den Rat, den reichen Segelmacher Panisse zu heiraten, denn dieser sei seit einem halben Jahr Witwer und habe seit dem Tod seiner Frau ein Auge auf sie geworfen. Die Ehe wird eingefädelt; Panisse freut sich über seine junge hübsche Frau und stört sich überhaupt nicht daran, dass sie von einem anderen Mann schwanger ist. Er liebt sie aufrichtig und glaubt, dass sie Marius bald vergessen werde.
Als Fanny ihren Sohn zur Welt bringt, erhält er den Namen Césario.
Marius hat von der Expedition den Auftrag erhalten, ein Gerät nach Frankreich zur Reparatur zu bringen. Dabei führt ihn sein Weg auch über Marseille. Plötzlich entdeckt er Fanny mit dem Kind. Da merkt er, wie in ihm wieder ein Feuer zu lodern beginnt. Er fleht seine einstige Geliebte an, ihm seine frühere abrupte Abreise zu verzeihen. Als Panisse hinzukommt, geraten die beiden Männer in Streit. Marius sieht ein, dass es für Fanny und den gemeinsamen Sohn besser ist, wenn sie bei Panisse bleiben. Er verabschiedet sich rasch und fährt wieder zur See. Fanny erkennt, dass sie Marius immer noch so liebt wie in der Jugendzeit.

### Zweiter Akt
Zehn Jahre später. Césario ist inzwischen zwölf Jahre alt und erinnert in seinem ganzen Wesen seine Mutter immer wieder an Marius; denn auch das Kind träumt von der Seefahrt und von fremden Ländern. 
Nicht ganz zufällig taucht wieder einmal der „Admiral“ auf. Er weiß, dass Marius inzwischen die Seefahrt aufgegeben hat und in einem Nachbarort sesshaft geworden ist. Er will unbedingt den Jungen mit seinem Vater zusammenführen. In einer Nacht- und Nebelaktion „entführt“ er Césario. Der Bub lässt alles gerne mit sich geschehen, weil ihm diese Abwechslung willkommen ist.
Es dauert nicht lange, bis Marius Césario wieder zu seiner Mutter bringen wird. Vor Panisses Haus angekommen, vernehmen Vater und Sohn Schluchzen aus dem Schlafzimmer. Der Kummer über den Verlust seines Stiefsohnes hat den alten Panisse so mitgenommen, dass er verstorben ist. Zuvor jedoch hat er noch einen Brief an Marius verfasst, in dem er ihn bittet, nach seinem Tod seine Frau zu heiraten. Er wusste, dass Fanny letztendlich nur mit Marius glücklich werden kann. Und so geschieht es.

## Musik
Fanny war das erste Musical in der Geschichte dieses Genres, das eine starke Nähe zur Oper aufweist. Besonders deutlich kommt dies in den dramatischen Szenen und den Balletteinlagen zum Ausdruck. Auch die Hauptrollen waren bei der Uraufführung mit Personen besetzt, die ihre Ausbildung im Opernfach erhalten hatten: Ezio Pinza, Walter Slezak, Florence Henderson und Mohammed El-Bakkar. Von den Songs seien die folgenden als musikalische Höhepunkte (in der deutschen Fassung) hervorgehoben:
- Seh‘ ich ein Schiff, dann sag ich hoffnungsfroh: nimm mich doch mit in die Welt
- Liebe kommt nie, ja nie zu spät!
- Ob er ahnt, ob er weiß, seit wann ich ihn so liebe?
- Hab keine Angst vorm Tanz!
- Sei gegrüßt, sagt das Haus, komm herein und ruh dich aus!
- Ich muss es dir sagen, ich lieb‘ dich von Herzen!
- Austern, Muscheln und Hummer
- Ein Kind zu kriegen ist nicht leicht
- Ich dachte Tag und Nacht an dich
- Wenn ich meines Kindes Augen seh‘ ...
- Sei nett zu den Eltern, die’s oft nicht verdienen

## Verfilmung
Joshua Logan, der Regisseur der Uraufführung am Broadway, verfilmte das Musical 1961 ohne Gesang, verwendete aber Harold Romes Musik als Soundtrack. Unter seiner Regie spielten Charles Boyer, Maurice Chevalier, Leslie Caron und Horst Buchholz die Hauptrollen. Das Lexikon des internationalen Films urteilt: „Marcel Pagnols Komödien-Trilogie 'Zum Goldenen Anker' in einer leicht veränderten, etwas oberflächlich-gefühligen amerikanischen Filmfassung mit hervorragenden Darstellern.“